# Lista niemieckich brydżystów
Lista niemieckich brydżystów – wykaz niemieckich brydżystów, którzy spełniają jedno z poniższych kryteriów:
- Zdobywali medale na mistrzostwach Europy, świata i olimpiadach brydżowych;
- Byli opiekunami lub niegrającym kapitanami drużyny, która zdobyła medal na olimpiadzie, mistrzostwach świata lub Europy (w dowolnej kategorii);
- Mają tytuł klasyfikacyjny w brydżu sportowym co najmniej:
  - World Master,
  - Senior Master,
  - European Master;
- Mają lub miały uprawnienia brydżowego sędziego międzynarodowego;
- Były w zarządach WBF lub EBL.

| Niemieccy brydżyści      | Niemieccy brydżyści | Niemieccy brydżyści    | Niemieccy brydżyści    | Niemieccy brydżyści    | Niemieccy brydżyści    | Niemieccy brydżyści    | Niemieccy brydżyści    | Niemieccy brydżyści    |
| Zawodnik                 | Kod id.             | Pozycja w rankingu WBF | Pozycja w rankingu WBF | Pozycja w rankingu WBF | Pozycja w rankingu EBL | Pozycja w rankingu EBL | Pozycja w rankingu EBL | Pozycja w rankingu EBL |
| Zawodnik                 | WBF/EBL             | Open                   | Kobiety                | Seniorzy               | Open                   | Kobiety                | Seniorzy               | Juniorzy               |
| ------------------------ | ------------------- | ---------------------- | ---------------------- | ---------------------- | ---------------------- | ---------------------- | ---------------------- | ---------------------- |
| Anja Alberti             | 3569                | 99999999               | 136                    | 99999999               | 191                    | 55                     | 99999999               | 99999999               |
| Burkhard von Alvensleben | 10104               | 99999999               | 99999999               | 415                    | 2429                   | 99999999               | 494                    | 99999999               |
| Daniela von Arnim        | 1128                | 887                    | 50                     | 99999999               | 85                     | 23                     | 99999999               | 99999999               |
| Sabine Auken             | 967                 | 160                    | 20                     | 99999999               | 38                     | 13                     | 99999999               | 99999999               |
| Nikolas Bausback         | 1016                | 3315                   | 99999999               | 99999999               | 750                    | 99999999               | 99999999               | 99999999               |
| Jochen Bitschene         | 15706               | 1636                   | 99999999               | 99999999               | 614                    | 99999999               | 99999999               | 99999999               |
| Nedju Buchlev            | 6877                | 2063                   | 99999999               | 99999999               | 1151                   | 99999999               | 99999999               | 99999999               |
| Karin Caesar             | 389                 | 99999999               | 491                    | 99999999               | 104                    | 29                     | 99999999               | 99999999               |
| Michael Elinescu         | 4496                | 269                    | 99999999               | 15                     | 72                     | 99999999               | 79                     | 99999999               |
| Berthold Engel           | 3570                | 1564                   | 99999999               | 99999999               | 1225                   | 99999999               | 99999999               | 99999999               |
| Katrin Farwig            | 3860                | 99999999               | 400                    | 99999999               | 238                    | 66                     | 99999999               | 99999999               |
| Jörg Fritsche            | 4497                | 310                    | 99999999               | 99999999               | 218                    | 99999999               | 99999999               | 99999999               |
| Anne Gladiator           | 6805                | 99999999               | 928                    | 99999999               | 628                    | 169                    | 99999999               | 99999999               |
| Ingrid Gromann           | 7069                | 99999999               | 178                    | 99999999               | 296                    | 80                     | 99999999               | 99999999               |
| Michael Gromoeller       | 129                 | 120                    | 99999999               | 99999999               | 60                     | 99999999               | 99999999               | 99999999               |
| Wilhelm Gromoeller       | 4157                | 504                    | 99999999               | 99999999               | 529                    | 99999999               | 89                     | 99999999               |
| Hans-Herman Gwinner      | 7021                | 1696                   | 99999999               | 99999999               | 2158                   | 99999999               | 99999999               | 99999999               |
| Barbara Hackett          | 3861                | 99999999               | 74                     | 99999999               | 137                    | 34                     | 99999999               | 99999999               |
| Helmut Häusler           | 592                 | 2797                   | 99999999               | 99999999               | 422                    | 99999999               | 99999999               | 99999999               |
| Walter Höger             | 16492               | 99999999               | 99999999               | 415                    | 1912                   | 99999999               | 175                    | 99999999               |
| Guido Hopfenheit         | 148                 | 2447                   | 99999999               | 99999999               | 545                    | 99999999               | 99999999               | 99999999               |
| Hans Humburg             | 4154                | 294                    | 99999999               | 99999999               | 370                    | 99999999               | 84                     | 99999999               |
| Marcus Joest             | 5236                | 3486                   | 99999999               | 99999999               | 876                    | 99999999               | 99999999               | 99999999               |
| Andreas Kirmse           | 5237                | 266                    | 99999999               | 99999999               | 82                     | 99999999               | 99999999               | 99999999               |
| Ulrich Kratz             | 17837               | 1046                   | 99999999               | 220                    | 148                    | 99999999               | 21                     | 99999999               |
| Bernard Ludewig          | 656                 | 886                    | 99999999               | 99999999               | 1151                   | 99999999               | 99999999               | 99999999               |
| Reiner Marsal            | 3691                | 864                    | 99999999               | 101                    | 198                    | 99999999               | 36                     | 99999999               |
| Göran Mattsson           | 4153                | 99999999               | 99999999               | 296                    | 370                    | 99999999               | 84                     | 99999999               |
| Robert Maybach           | 1041                | 99999999               | 99999999               | 99999999               | 1590                   | 99999999               | 99999999               | 99999999               |
| Marianne Mögel           | 13624               | 99999999               | 491                    | 99999999               | 147                    | 42                     | 99999999               | 99999999               |
| Beate Nehmert            | 779                 | 99999999               | 54                     | 99999999               | 105                    | 26                     | 99999999               | 99999999               |
| Georg Nippgen            | 1012                | 1595                   | 99999999               | 99999999               | 412                    | 99999999               | 99999999               | 99999999               |
| Clemens Oelker           | 6806                | 99999999               | 99999999               | 99999999               | 1695                   | 99999999               | 99999999               | 99999999               |
| Josef Piekarek           | 7668                | 41                     | 99999999               | 99999999               | 29                     | 99999999               | 99999999               | 99999999               |
| Andrea Rauscheid Reim    | 3859                | 99999999               | 153                    | 99999999               | 88                     | 26                     | 99999999               | 99999999               |
| Sebastian Reim           | 908                 | 99999999               | 99999999               | 99999999               | 1151                   | 99999999               | 99999999               | 99999999               |
| Klaus Reps               | 631                 | 1164                   | 99999999               | 99999999               | 1151                   | 99999999               | 99999999               | 99999999               |
| Roland Rohowsky          | 783                 | 257                    | 99999999               | 99999999               | 281                    | 99999999               | 99999999               | 99999999               |
| Werner Schneider         | 4156                | 99999999               | 99999999               | 337                    | 370                    | 99999999               | 84                     | 99999999               |
| Ulrike Schreckenberger   | 4934                | 99999999               | 993                    | 99999999               | 2473                   | 710                    | 99999999               | 99999999               |
| Dirk Schroeder           | 263                 | 1164                   | 99999999               | 361                    | 1638                   | 99999999               | 345                    | 99999999               |
| Kareen Schroeder         | 784                 | 1638                   | 1163                   | 99999999               | 441                    | 134                    | 99999999               | 99999999               |
| Matthias Schüller        | 3359                | 99999999               | 99999999               | 99999999               | 2158                   | 99999999               | 99999999               | 99999999               |
| Alexander Smirnov        | 3480                | 45                     | 99999999               | 99999999               | 37                     | 99999999               | 99999999               | 99999999               |
| Bernhard Strater         | 11722               | 1046                   | 99999999               | 220                    | 148                    | 99999999               | 21                     | 99999999               |
| Sylvia Terraneo          | 3802                | 99999999               | 285                    | 99999999               | 730                    | 196                    | 99999999               | 99999999               |
| Horst-Dieter Uhlmann     | 8205                | 99999999               | 99999999               | 361                    | 376                    | 99999999               | 87                     | 99999999               |
| Laurie Vogel             | 11880               | 99999999               | 99999999               | 99999999               | 1662                   | 457                    | 334                    | 99999999               |
| Waltraud Vogt            | 9961                | 99999999               | 604                    | 99999999               | 159                    | 45                     | 99999999               | 99999999               |
| Elke Weber               | 7096                | 99999999               | 408                    | 99999999               | 597                    | 163                    | 99999999               | 99999999               |
| Roy Welland              | 12795               | 42                     | 99999999               | 99999999               | 94                     | 99999999               | 99999999               | 99999999               |
| Ulrich Wenning           | 577                 | 620                    | 99999999               | 258                    | 256                    | 99999999               | 46                     | 99999999               |
| Entscho Wladow           | 4495                | 259                    | 99999999               | 140                    | 65                     | 99999999               | 54                     | 99999999               |
| Waldemar von Zedwitz     | 15725               | 99999999               | 99999999               | 99999999               | 99999999               | 99999999               | 99999999               | 99999999               |